# Andreas Fröschl
Andreas Fröschl (* 9. September 1988 in München) ist ein deutscher Pianist, Liedbegleiter und Kabarettist.

## Leben
Andreas Fröschl wuchs in Landshut (Bayern) auf und lebt seit 2008 in Wien. Er studierte an der Universität für Musik und darstellende Kunst Wien (MDW) bei Oleg Maisenberg, Stefan Arnold, David Lutz und Charles Spencer und schloss sowohl Konzertfach Klavier als auch Klavier-Vokalbegleitung mit Auszeichnung ab. Von 2017 bis 2021 unterrichtete er an der MDW Konzertfach Klavier, seit 2021 ebenfalls an der MDW Kunstlied.

## Preise und Auszeichnungen
- 2005: 1. Preis Bundeswettbewerb „Jugend musiziert“
- 2006: Jugendkulturpreis des Rotary-Clubs Landshut
- 2014: Bester Liedbegleiter beim Internationalen Brahms-Wettbewerb Pörtschach
- 2019: 2. Preis Bösendorfer-Wettbewerb Wien

## Diskografie
- 2022: 360° Hugo Wolf – mit Daniel Johannsen (Tenor) (Spektral)
- 2019: Warum nicht – Klavier und Kabarett (Preiser Records)
- 2015: #talesoflove mit Georg Klimbacher (Bariton) (Preiser Records)
- 2008: Klavierkompositionen von Heinz Kaiser